# Фокков, Николай Фёдорович
Николай Фёдорович Фокков (1838—1902) — российский филолог-классик, педагог, автор учебных пособий и переводчик.

## Биография
Родился в семье белорусского дьякона 4 (16) декабря 1838 года. В 1868 году окончил кандидатом историко-филологический факультет Санкт-Петербургского университета (специализировался в классической филологии) и начал преподавательскую деятельность: учитель древних языков в Пятигорской, затем в  Тифлисской гимназии .
В 1870—1884 гг. служил в Петербурге: преподаватель греческого языка и инспектор 6-й Петербургской гимназии (1870—1873); также преподавал в гимназии Человеколюбивого общества и Училище правоведения (1873—1874).
В 1870-х годах был редактором классического отдела Журнала Министерства народного просвещения и занимал должность инспектора Санкт-Петербургского учебного округа. В 1880—1884 годах — Член Учёного комитета Министерства народного просвещения. В 1880—1883 гг. преподавал латинский язык в Петербургской духовной академии.
В 1884 году (после сокращения штата духовной академии) был переведён в Киев — приват-доцент кафедры классической филологии университета Св. Владимира. Основательный знаток классических языков и опытный методист, Н. Ф. Фокков пользовался покровительством бывших коллег по Учёному комитету, но достаточной для университетской кафедры научной компетенцией не обладал (см. письма Ю. А. Кулаковского).
В 1889—1891 годах был экстраординарным профессором в Нежинском историко-филологическом институте.
В чин статского советника он был произведён 15 декабря 1880 года. Награждён орденом Св. Станислава 2-й степени и Св. Анны 2-й степени.
Выйдя в отставку, жил на собственном хуторе. Скончался от сердечного приступа 20 ноября (3 декабря) 1902 года.
Известен прежде всего как автор двух оригинальных пособий по интерпретации церковных греческих текстов «К чтению церковно-греческого текста» (Киев, 1886) и «К синтаксису греческого новозаветного языка и византийского» (М., 1887), которые не утратили значения до настоящего времени. Также составитель ряда гимназических пособий: «Грамматика греческого языка» (СПб., 1870); «Учебник греческого языка» (Вып. 1—2. — СПб., 1871—1872); «Словообразование и синтаксис греческого языка» (СПб., 1877). Сделал переводы из римской поэзии (фрагменты Вергилия, Горация, Тибулла), из которых заслуживает внимания ода Горация  «К Мельпомене» (ЖМНП. — 1873. — № 12. — С. 137—142) — один из первых переводов этого стихотворения размером оригинала. Также перевёл, с примечаниями, «Историю философии» Ф. Ибервега (СПб.: тип. и хромолит. А. Траншеля, 1876. — Т. I, Ч. I).